# Jesús Liberal Travieso
Jesús Liberal Travieso (1894-1942) va ser un militar espanyol.

## Biografia
Militar professional, va pertànyer a l'arma d'infanteria. Durant la Guerra civil espanyola es va mantenir fidel a la República i va arribar a manar diverses unitats. Al març de 1938, amb el rang de tinent coronel, va ser nomenat comandant de la 44a Divisió. Per aquestes dates, en plena retirada d'Aragó, també va rebre el comandament d'una subagrupación composta per les brigades mixtes 120a, 121a, 144a, 145a i 149a que havia de donar suport a el flanc nord de la Agrupació Autònoma de l'Ebre.

## Família
Va tenir un germà, Ángel, que va ser militar i va morir al començament de la guerra civil.